# Paština Závada
Paština Závada – wieś (obec) na Słowacji położona w kraju żylińskim, w okręgu Żylina. Pierwsze wzmianki o miejscowości pochodzą z roku 1402.
Według danych z dnia 31 grudnia 2010 wieś zamieszkiwały 242 osoby, w tym 130 kobiet i 112 mężczyzn.
W 2001 roku rozkład populacji względem narodowości i przynależności etnicznej wyglądał następująco:
- Słowacy – 99,56%